# Retevirgula sejuncta
Retevirgula sejuncta är en mossdjursart som först beskrevs av William MacGillivray 1891.  Retevirgula sejuncta ingår i släktet Retevirgula och familjen Calloporidae. Inga underarter finns listade i Catalogue of Life.